# Saratov
Saratov [sarátov] (rusko Сара́тов) je mesto v jugovzhodnem evropskem delu Rusije, upravno središče Saratovske oblasti. Leži ob desnem bregu Volge, približno na enaki razdalji od Volgograda in Samare. Leta 2007 je imelo 841.400 prebivalcev.
Mesto sta 12. julija (2. julij, ruski koledar) 1590 ustanovila knez Zasekin in bojar Fjodor Turov kot stražno trdnjavo.